# Macropis
Macropis Panzer, 1809 è un genere di imenotteri apoidei della famiglia Melittidae.

## Descrizione
Sono apoidei di dimensioni moderate lunghe 7–12 mm.

Presentano una livrea prevalentemente nera; i maschi si caratterizzano per vistose marcature giallastre sul capo; le femmine invece mostrano adattamenti morfologici legati alle loro abitudini di bottinatrici di oli fiorali, con tibie posteriori molto sviluppate, ricoperte da una fitta peluria vellutata.

A differenza della maggior parte dei Melittidae, l'ala presenta solo due celle submarginali.

## Distribuzione e habitat
Il genere ha una distribuzione olartica con una concentrazione di biodiversità nel paleartico orientale.
 
Quattro specie (M. ciliata, M. nuda, M. patellata e M. steiromacropis) sono diffuse nel neartico; due (M. europaea e M. frivaldszkyi) hanno un areale paleartico occidentale; l'areale di M. fulvipes si estende dall'Europa alla Russia orientale. Le rimanenti specie si concentrano nel paleartico orientale: due in Giappone (M. tibialis e M. dimidiata) e sette in Cina (M. dimidiata, M. hedini, M. immaculata, M. kiangsuensis, M. micheneri, M. omeiensis e M. ussuriana). Il genere è assente nella regione tropicale e nell'Asia centrale.

## Biologia
Sono api solitarie, che scavano i loro nidi nel terreno.

### Alimentazione
La maggior parte delle specie sono oligolettiche e si nutrono del polline e degli oli florali di Lysimachia spp. (Primulaceae).

### Riproduzione
Sono univoltine, cioè compiono un'unica generazione all'anno.

I maschi emergono dal terreno in primavera, poco prima delle femmine, ed attendono le femmine in prossimità dei fiori della pianta ospite. Dopo l'accoppiamento le femmine scavano un nido nel terreno, terminante con una o due camere in cui viene depositata una miscela di polline e olio florale, su cui viene deposto l'uovo. La larva, nutrendosi di tale miscela, si sviluppa rapidamente e nell'arco di una decina di giorni si trasforma in pupa, trascorrendo l'inverno in questo stadio.
I nidi di Macropis sono spesso parassitati da api cleptoparassite del genere Epeoloides.

## Tassonomia
Il genere comprende le seguenti specie:
- Macropis albopilosa (Lucas)
- Macropis andrenoides (Smith)
- Macropis annulipes (Lucas)
- Macropis brullei (Lepeletier)
- Macropis ciliata Patton, 1880
- Macropis dimidiata Yasumatsu & Hirashima, 1956
- Macropis europaea Warncke, 1973
- Macropis frivaldszkyi Mocsáry, 1878
- Macropis fulvipes (Fabricius, 1804)
- Macropis hedini Alfken, 1936
- Macropis immaculata Wu, 1965
- Macropis kiangsuensis Wu, 1978
- Macropis micheneri Wu, 1992
- Macropis nuda (Provancher, 1882)
- Macropis omeiensis Wu, 1965
- Macropis orientalis Michez & Patiny, 2005
- Macropis patellata Patton, 1880
- Macropis steironematis Robertson, 1891
- Macropis striata (Smith)
- Macropis tibialis Yasumatsu & Hirashima, 1956
- Macropis ussuriana (Popov, 1936)

Alcuni autori propongono una suddivisione in tre sottogeneri: Macropis s.str., Paramacropis e Sinomacropis.